# Issel (Aude)
Issel település Franciaországban, Aude megyében. Lakosainak száma 484 fő (2022. január 1.). Issel Castelnaudary, Labécède-Lauragais, Peyrens, La Pomarède, Saint-Papoul és Tréville községekkel határos.

## Népesség
A település népességének változása:
| Lakosok száma | 268  | 310  | 363  | 453  | 488  | 493  | 488  | 476  | 479  | 484  |
|               | 1968 | 1982 | 1990 | 2006 | 2013 | 2015 | 2017 | 2019 | 2020 | 2022 |